# Convenção sobre o Estatuto do Mar Cáspio

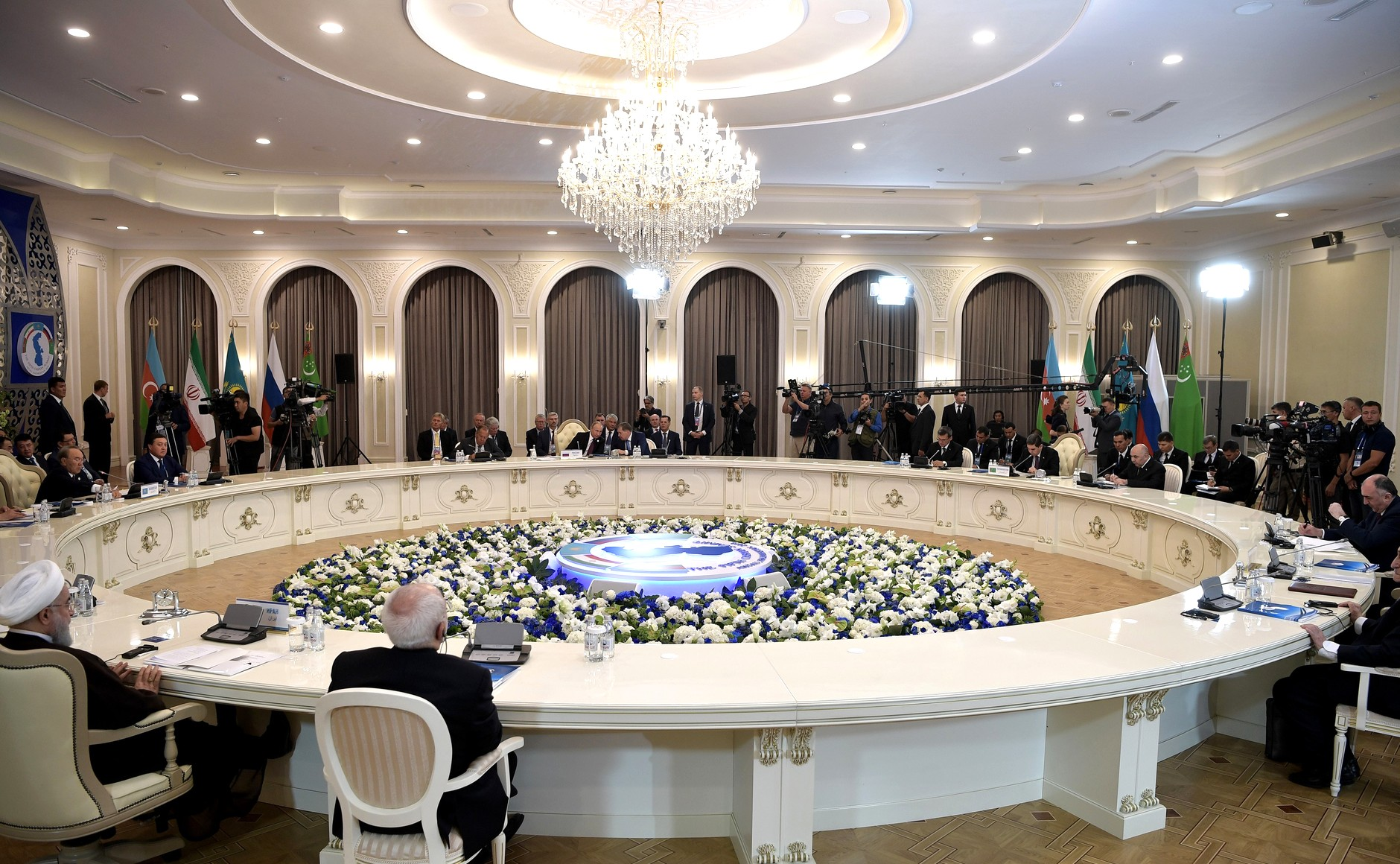
Quinta Cúpula do Mar Cáspio onde a Convenção foi assinada.

Convenção sobre o Estatuto do Mar Cáspio é um tratado assinado na Quinta Cúpula do Mar Cáspio em Aktau, Cazaquistão, em 12 de agosto de 2018 pelos presidentes da Rússia, do Cazaquistão, do Azerbaidjão, do Irã e do Turcomenistão. Este acordo visa a partilha dos recursos naturais e a regulação do tráfego marítimo civil e militar entre os cinco signatários.